# Марко Грабеж
Марко Грабеж (Београд, 30. мај 1992) српски је глумац и музичар.

## Биографија
Неколико година је провео у ДАДОВу, док је касније био члан студија глуме Сандре Родић у Петој београдској гимназији. Дипломирао је на Факултету драмских уметности Универзитета уметности у Београду, у класи професора Драгана Петровића Пелета. С њим су студирали Тамара Алексић, Јована Стојиљковић, Владимир Вучковић, Анђела Јовановић, Михаило Јовановић, Јована Пантић, Ђорђе Стојковић, Марта Бјелица, Страхиња Блажић, Нина Нешковић и Вучић Перовић.
Заједно с колегом Страхињом Блажићем основао је музички састав CheGuerillaz који је постојао до концерта у „Божидарцу” 2014. године. Убрзо након тога се разишао, а Грабеж је с бубњаром Иваном Павловићем Гизмом радио на стварању новог бенда. Тако је 2017. почео развој групе Коикои. У њој пева и свира гитару. Први албум, под називом Позиви у страну, објавили су 2021. године.
У априлу 2021. је примљен у стални ансамбл Атељеа 212.

## Глумачка каријера

### Филм и телевизија
На почецима каријере играо је у више кратких филмова. Прву значајну улогу остварио је у филму Бранио сам Младу Босну, а затим и истоименој телевизијској серији где је тумачио лик Недељка Чабриновића. Касније је имао мању улогу у филму Отаџбина. Раст популарности донела му је улога инспектора Божидара Зечевића у другој сезони серије Сенке над Балканом. Кроз филм Нечиста крв - грех предака и сродну телевизијску серију тумачио је лик Ефенди Мите. У филму Усековање појављује се као Душан, старији брат главног јунака чији лик тумачи Павле Менсур. Припала му је главна мушка улога у остварењу редитељке Маје Милош, Пукотина у леду. У серији Сабља додељена му је улога Чедомира Јовановића.

### Позориште
Прву професионалну улогу добио је у представи Гробница за Бориса Давидовича. Касније је играо у неколико београдских позоришта. Тако је био у поставкама представа Магареће године и Дан одлуке (Позориште „Бошко Буха”), Дневник о Чарнојевићу и Ајнштајнови снови (Југословенско драмско позориште), Авети (Битеф театар) те Кафа и цигарете – Поздрав из Београда, Деца радости, Урнебесна тама, Ножеви у кокошкама (Атеље 212). Такође, сцени Театра Вук заиграо је у пројекту Укалупљивање, насталом као студентска вежба. С Браниславом Лечићем је био у поставци представе Црвена која је премијерно изведена на Град театру у Будви. Заједно с Димитријем Кокановим и Мајом Калафатић изводио је ауторски пројекат To feel or not to feel. У Београдском драмском позоришту је у октобру 2020. премијерно заиграо у комаду Читач, док се наредне године прикључио сталном ансамблу Атељеа 212.

## Улоге

### Позоришне представе
| Наслов                                | Улога                                 | Редитељ           | Позориште                          | Премијера           |
| ------------------------------------- | ------------------------------------- | ----------------- | ---------------------------------- | ------------------- |
| Дечаци Павлове улице                  | Бока                                  | Ана Григоровић    | ДАДОВ                              | 10. март 2010.      |
| Смешне прециозе                       |                                       | Марко Томановић   | Установа културе „Вук”             | 20. јул 2012.       |
| Гробница за Бориса Давидовича         |                                       | Ивица Буљан       | Битеф театар                       | 21. јул 2014.       |
| Магареће године                       | Дуле Дабић                            | Марко Манојловић  | Позориште „Бошко Буха”             | 23. новембар 2014.  |
| Дневник о Чарнојевићу                 |                                       | Милош Лолић       | Југословенско драмско позориште    | 17. децембар 2014.  |
| Авети                                 | Освалд Алвинг                         | Андреј Носов      | Битеф театар                       | 6. август 2015.     |
| Кафа и цигарете – Поздрав из Београда | Студент (Он)                          | Миа Кнежевић      | Атеље 212                          | 29. септембар 2015. |
| Укалупљивање                          | Зорка                                 | Максим Милошевић  | УK „Вук Стефановић Караџић”        | 4. април 2016.      |
| Црвена                                |                                       | Вељко Маруновић   | Град театар                        | 6. август 2016.     |
| Дан одлуке                            | Бил                                   | Марко Манојловић  | Позориште „Бошко Буха”             | 28. октобар 2016.   |
| Деца радости                          | Златни дечак                          | Снежана Тришић    | Атеље 212                          | 13. новембар 2016.  |
| Ајнштајнови снови                     | Фелини, Млади Модесто, Тонино, Брајан | Слободан Унковски | Југословенско драмско позориште    | 15. октобар 2017.   |
| Урнебесна тама                        | Лодети                                | Јована Томић      | Атеље 212                          | 7. децембар 2017.   |
| Предатор                              |                                       | Бојан Ђорђев      | Центар за културну деконтаминацију | 30. децембар 2017.  |
| To feel or not to feel                |                                       |                   | Дорћол Platz                       | 26. мај 2018.       |
| Ножеви у кокошкама                    | Гилберт Хорн                          | Катарина Жутић    | Атеље 212                          | 30. септембар 2019. |
| Читач                                 | Михаел Берг                           | Борис Лијешевић   | Београдско драмско позориште       | 24. октобар 2020.   |
| Пристанак                             |                                       | Небојша Брадић    | Атеље 212                          | 18. новембар 2021.  |
| Амстердам                             |                                       | Ива Милошевић     | Атеље 212                          | 11. фебруар 2022.   |
| Као и све слободне дјевојке           |                                       | Селма Спахић      | Атеље 212                          | 21. октобар 2022.   |
| Отац                                  |                                       | Паоло Мађели      | Атеље 212                          | 27. март 2023.      |

### Филмографија
|                   | 2010▼ | 2020▼ | Укупно |
| ----------------- | ----- | ----- | ------ |
| Дугометражни филм | 2     | 4     | 6      |
| ТВ филм           | 0     | 0     | 0      |
| ТВ серија         | 3     | 6     | 9      |
| Кратки филм       | 10    | 4     | 14     |
| Укупно            | 15    | 14    | 29     |

| Год.       | Назив                              | Улога              |
| ---------- | ---------------------------------- | ------------------ |
| 2010-е▲    |                                    |                    |
| 2013.      | Пролећна сунца (кратки филм)       | Филип              |
| 2013.      | Херој (кратки филм)                |                    |
| 2013.      | Мој сусед је вампир (кратки филм)  |                    |
| 2013.      | Сама (кратки филм)                 | Стефан             |
| 2014.      | Бранио сам Младу Босну             | Недељко Чабриновић |
| 2015.      | Бранио сам Младу Босну (серија)    | Недељко Чабриновић |
| 2015.      | Изгледа да смо сами (кратки филм)  | Огњен              |
| 2015.      | Отаџбина                           | Момак              |
| 2016.      | Интермецо (кратки филм)            |                    |
| 2016.      | Тата (кратки филм)                 | Бојан              |
| 2016.      | Парализа (кратки филм)             |                    |
| 2017.      | Живот траје три дана (кратки филм) |                    |
| 2018.      | Страно тело (кратки филм)          |                    |
| 2018.      | Јутро ће променити све (серија)    | Марко              |
| 2019—2020. | Сенке над Балканом (серија)        | Божидар Зечевић    |
| 2020-е▲    |                                    |                    |
| 2020.      | Мочвара (серија)                   | Шуле               |
| 2020.      | Узидани (кратки филм)              |                    |
| 2020.      | За Васоту (кратки филм)            | Јован              |
| 2020.      | Тајкун (серија)                    | Душан Тадин        |
| 2021.      | Нечиста крв - грех предака         | Мита               |
| 2021.      | Нечиста крв (серија)               | Мита               |
| 2021.      | Пиштољи и кациге (кратки филм)     | Бели               |
| 2021.      | Даљина (кратки филм)               | Марко              |
| 2022.      | Усековање                          | Душан              |
| 2022.      | Бранилац (серија)                  | Драгутин Гарић     |
| 2023.      | Посета (серија)                    |                    |
| 2024.      | Сабља (серија)                     | Чедомир Јовановић  |
| 2024.      | Хајдуци                            |                    |
| 2024.      | Пукотина у леду                    | Лука Ћук           |

### Гласовне улоге
| Радио драме                                                                                 |
| ------------------------------------------------------------------------------------------- |
| - Ричард Трећи, I, II и III (2017) - Призори конструисаног односа (2017) - Боли коло (2020) |